# 27. мај
27. мај (27.5.) је 147. дан године по грегоријанском календару (148. у преступној години). До краја године има још 218 дана.

## Догађаји
- 1358 — Угарски краљ Лудовик I уручио је граду Дубровнику Вишеградску повељу којом је Дубровачка комуна добила самоуправу, уз обавезу плаћања годишњег данка и пружања поморске помоћи новом господару.
- 1679 — Енглески парламент усвојио је „Habeas corpus“, закон који штити грађане од незаконитог хапшења и утамничења. Основни принципи тог закона уграђени су касније у устав САД.
- 1703 — Руски цар Петар Велики основао је нову престоницу Русије на ушћу реке Неве у Балтичко море, Санкт Петербург (од 1924. Лењинград, од 1991. поново Санкт Петербург). Главни град Русије био је до 1918.
- 1806 — Француска војска је ушла у Дубровник, чиме је Дубровачка република изгубила вишевековну независност.
- 1860 — Ђузепе Гарибалди, у походу за уједињење Италије, заузео је Палермо на Сицилији.
- 1905 — У Руско-јапанском рату, руска флота доживела је тежак пораз у бици код Цушиме изгубивши 26 од 45 бродова.
- 1937 — У Сан Франциску је пуштен у саобраћај „Голден гејт“, један од највећих мостова у свету.
- 1941 — Британска морнарица је потопила у Другом светском рату немачки бојни брод "Бизмарк", при чему је погинуло 2.300 људи.
- 1942 — У окупираној Чешкој смртно је рањен шеф Рајхсзихерхајтсхауптамтa Рајнхард Хајдрих.
- 1960 — У Турској је војним ударом оборена влада Аднана Мендереса, а власт је преузео Комитет националног јединства са генералом Кемалом Гирселом на челу.
- 1988 — Сиријске трупе ушле су у јужна предграђа Бејрута и окончале тронедељне уличне борбе између ривалских муслиманских шиитских милиција.
- 1992 —
  - У реду за хлеб у центру Сарајева од експлозије гранате 16 особа је погинуло, а 144 су рањене. Види Масакри на Маркалама
  - Основано Ратно ваздухопловство и противваздушна одбрана Војске Републике Српске
- 1993 — У експлозији аутомобила-бомбе испред галерије Уфици у Фиренци петоро људи је погинуло, а колекција галерије озбиљно је оштећена.
- 1997 —
  - НАТО и Русија потписали су „Оснивачки акт о међусобној сарадњи“, којим је формиран заједнички Стални савет НАТО-Русија за консултације о европској безбедности.
  - Шефови дипломатија Хрватске и СР Југославије Мате Гранић и Милан Милутиновић потписали су у Загребу конзуларну конвенцију којом се уређује статус дипломатских представништва.
- 1999 — Међународни суд за ратне злочине у Хагу оптужио је председника СР Југославије Слободана Милошевића и још четворицу највиших функционера Југославије и Србије за злочине против човечности и ратне злочине почињене на Косову.
- 2000 - ВК Бечеј постао клупски првак Европе у ватерполу победом над ХАВК Младости са 11:8 на Фајнал фору у Бечеју.
- 2001 — У Јапану је одржан први референдум на тему енергетике. Становници села Карива, у коме се налази највећа нуклеарна електрана на свету, изјаснили су се против коришћења рециклираног плутонијума у њеним постројењима.
- 2003 — Председник Перуа Алехандро Толедо увео је 30-дневно ванредно стање, због серије штрајкова и демонстрација широм земље, које је покренуо синдикат учитеља штрајком 12. маја.
- 2004 — Српски бизнисмен Богољуб Карић регистровао је у Београду странку Покрет „Снага Србије“ и постао њен председник.

## Рођења
- 1868 — Алекса Шантић, српски песник. (прем. 1924)[1]
- 1876 — Петар Бајаловић, српски архитекта. (прем. 1947)[2]
- 1879 — Лусил Вотсон, канадска глумица. (прем. 1962)[3]
- 1897 — Џон Кокрофт, енглески физичар, добитник Нобелове награде за физику (1951). (прем. 1967)[4]
- 1911 — Винсент Прајс, амерички глумац. (прем. 1993)[5]
- 1922 — Кристофер Ли, енглески глумац и певач. (прем. 2015)[6]
- 1923 — Хенри Кисинџер, амерички политичар и дипломата, 56. државни секретар САД. (прем. 2023)[7]
- 1936 — Иво Брешан, хрватски књижевник, драматург и сценариста. (прем. 2017)[8]
- 1936 — Сенка Велетанлић, српска певачица и глумица.[9]
- 1936 — Луј Госет Млађи, амерички глумац. (прем. 2024)[10]
- 1947 — Бранко Облак, словеначки фудбалер и фудбалски тренер.[11]
- 1950 — Ди Ди Бриџвотер, америчка музичарка.[12]
- 1955 — Ричард Шиф, амерички глумац и редитељ.
- 1956 — Ђузепе Торнаторе, италијански редитељ и сценариста.[13]
- 1957 — Челси Филд, америчка глумица.[14]
- 1958 — Линеа Квигли, америчка глумица, продуценткиња, модел, певачица и списатељица.[15]
- 1960 — Емир Мутапчић, босанскохерцеговачки кошаркаш и кошаркашки тренер.[16]
- 1965 — Пет Кеш, аустралијски тенисер.[17]
- 1967 — Пол Гаскојн, енглески фудбалер и фудбалски тренер.[18]
- 1970 — Џозеф Фајнс, енглески глумац.[19]
- 1971 — Пол Бетани, енглески глумац.[20]
- 1972 — Ивет Сангало, бразилска певачица.[21]
- 1973 — Јоргос Лантимос, грчки редитељ, сценариста, продуцент и фотограф.[22]
- 1975 — Џејми Оливер, енглески кувар.[23]
- 1984 — Блејк Ејхерн, амерички кошаркаш.[24]
- 1985 — Роберто Солдадо, шпански фудбалер.[25]
- 1987 — Мајкл Брамос, грчки кошаркаш.[26]
- 1987 — Жервињо, фудбалер из Обале Слоноваче.[27]
- 1987 — Драган Зековић, српско-црногорски кошаркаш.[28]
- 1987 — Хосе Алберто Кањас, шпански фудбалер.[29]
- 1991 — Ксенија Первак, руска тенисерка.[30]
- 1994 — Гиљермо Ернангомез, шпански кошаркаш.[31]
- 2001 — Изабела Видовић, америчко-хрватска глумица.[32]

## Смрти
- 366 — Прокопије, римски узурпатор (рођ. 326)
- 927 — Симеон, први бугарски цар и највећи владар средњовековне Бугарске.[33]
- 1564 — Жан Калвин, швајцарски теолог француског порекла. (рођ. 1509)[34]
- 1840 — Николо Паганини, италијански виолиниста и композитор. (рођ. 1782)[35]
- 1910 — Роберт Кох, немачки бактериолог. (рођ. 1843)[36]
- 1926 — Сречко Косовел, словеначки песник. (рођ. 1904)[37]
- 1964 — Џавахарлал Нехру, индијски државник, први премијер независне Индије. (рођ. 1889)[38]
- 1968 — Тодор Манојловић, српски песник, драматичар, есејиста. (рођ. 1883)[39]
- 1988 — Ернст Руска, немачки физичар, добитник Нобелове награде за физику. (рођ. 1906)[40]
- 2005 — Драгослав Андрић, српски писац, драматург, лексикограф, публициста и шахиста, састављач антологија и преводилац. (рођ. 1923)[41]
- 2016 — Ђорђе Јелисић, српски позоришни, филмски и телевизијски глумац. (рођ. 1925)[42]

## Празници и дани сећања
- Српска православна црква слави:
  - Светог мученика Исидора
  - Преподобног Серапиона Синдонита
  - Блаженог Исидора Јуродивог